# Scythrophrys sawayae
Scythrophrys sawayae es una especie de anfibio anuro de la familia Leptodactylidae y única representante del género Scythrophrys.

## Distribución geográfica y hábitat
Es endémica de la Serra do Mar, en los estados de Paraná y Santa Catarina (Brasil). Su rango altitudinal oscila entre 800 y 1000 m s. n. m..